# 三嶋神社 (平塚市)
三嶋神社（みしまじんじゃ）は神奈川県平塚市夕陽ヶ丘に鎮座する神社。別名「湘南のえびすさま」。

## 祭神
- 祭神 ：大山祇神、事代主大神

## 歴史
平安時代に伊予国大三島の大山祇神社（伊予三島社）を勧請し創建という。周辺には河野姓の分布も見られる。平安時代の別当寺長楽寺の古文書に「薬師、三嶋明神の本地仏なり」の記録がある。
永禄9年（1566年）には小田原北条氏の保護を受けた。江戸時代には、伊豆、安房の住人を始め、海路の大山詣ででは平塚須賀港で上陸すると、当神社に道中安全を祈願する習わしであった。
天保12年（1841年）成立の新編相模国風土記稿時点では、主祭神を大山祇神とし、相殿に貴船山王。末社として、金比羅、淺間、熊野、稲荷、辨天（弁天）、不動堂、石二王があった。
明治の初め伊豆三島神社（現：三嶋大社）より事代主神を勧請・合祀し、現在の形となった。三嶋大社が、主祭神を大山祇神から事代主神に変更したのが明治6年（1873年）であるため（後に再度変更）、これ以降の勧請となる。

## 境内社
- 伊邪那岐社
- 弁天社
- 厄神社
- 石神社

## 祭事
- 1月第3日曜日 - 新春えびすまつり

福笹が授与され、この招福縁起物一年間飾ることによって開運招福を導くとされる。また特設舞台からの福男・福女による福餅まきが行われる。
- 3月27日 - 里神楽祭（境内社伊邪那岐社）
- 7月第3土曜日,日曜日 - 例大祭（須賀のまつり）

かつては須賀千軒と言われるほど賑わった須賀の町の祭り。盛大に行われかつては7日～12日までといつまでも続けられたため、「須賀の入梅祭り」「須賀の長まつり」と言われ、5台の山車を先頭に御輿が浜入りを行った。その後深夜三嶋神社に還った。
現在は大御輿を中心に2日間各町内を渡御した後浜降祭、子供達のパレード、山車太鼓、町内御輿に導かれ大御輿が宮入をする。
- 10月中旬 - 戦没者慰霊祭
- 11月 - 鞴祭り
- 12月23日 - 歳の市（だるま市）
- 12月29日 - 大祓式・鎮火祭

## 参考
- 平塚三嶋神社由緒